# Alopecosa pulverulenta
Alopecosa pulverulenta este o specie de păianjeni din genul Alopecosa, familia Lycosidae. A fost descrisă pentru prima dată de Clerck, 1757. Conține o singură subspecie: A. p. tridentina.